# Le Petit Prince (série animada)
Le Petit Prince (O Pequeno Príncipe em português do Brasil, O Princepezinho em português europeu), é uma série animada baseada nos livros do personagem com o mesmo nome, mostra o Pequeno Príncipe viajando a planetas para deter a Serpente e voltar a ficar com sua Rosa, com a ajuda de sua Raposa ele ira deter a Serpente e as Ideias Negras.
Na América Latina (incluindo o Brasil) é transmitido pelo Discovery Kids. Em Portugal é transmitido pela RTP2 e SIC K.

## Personagens

### Pequeno Príncipe[1]
É um menino sonhador e corajoso, com poderes maravilhosos. Sabe se comunicar com as plantas e animais, e quando está em perigo, usa uma espada mágica para criar seres fantásticos que o ajudam em suas aventuras.

### Raposa[2]
A Raposa é a melhor amiga do Pequeno Príncipe. É criativa, brilhante e um pouco nervosa. Também adora comer e nunca perde a chance de beliscar alguma coisa.

### Rosa[3]
A Rosa é uma flor delicada e caprichosa, que exibe toda a atenção do Pequeno Príncipe. É sua maior confidente, já que é para ela que o Pequeno Príncipe narra suas aventuras. Todos os episódios começam e terminam com a Rosa lendo a carta de seu adorado principezinho.

### Serpente[4]
Astuta e manipuladora, a Serpente ronda o universo com a ignóbil missão de espalhar a escuridão por todos os planetas. A Serpente e seu malvado exército de Ideias Negras são os piores inimigos do Pequeno Príncipe.

### Ideias Sombrias[5]
As Ideias Sombrias, pensamentos escuros e negativos, são os soldados da Serpente, encarregados de espalhar o baixo astral por toda a galáxia.